# Gongora retrorsa
Gongora retrorsa là một loài thực vật có hoa trong họ Lan. Loài này được Rchb.f. mô tả khoa học đầu tiên năm 1854.

## Hình ảnh

- Tập tin:File:Gongora retrorsa, G. stenoglossa, G. seideliana, Kegelia houtteana, Notylia pentachne - Xenia 1-20 (1858).jpg